# Новоолександрівська селищна рада
Новоолександрівська селищна рада — селищна рада у Краснодонському районі Луганської області з адміністративним центром у смт Новоолександрівка.
Новоолександрівській селищній раді підпорядковано крім власне смт Новоолександрівка, також село Дубівка.
Адреса Новоолександрівської селищної ради: 94482, Луганська обл., Краснодонський р-н, смт Новоолександрівка, вул. Повстання, 7.

## Населені пункти
Населені пункти, що відносяться до Новоолександрівської селищної ради.
| № | Назва             | Тип  | Рік заснування | Площа км² | Населення (2001), ос. |
| - | ----------------- | ---- | -------------- | --------- | --------------------- |
| 1 | Новоолександрівка | смт  | 1946           |           | 1730                  |
| 2 | Дубівка           | село | 1946           | 1,11      | 26                    |

## Керівний склад попередніх скликань
| ПІБ                              | Основні відомості                                                        | Дата обрання | Дата звільнення |
| -------------------------------- | ------------------------------------------------------------------------ | ------------ | --------------- |
| Колесніков Геннадій Анатолійович | Селищний голова, 1970 року народження, освіта вища, член Партії регіонів | 31.10.2010   |                 |
| Колесніков Геннадій Анатолійович | Селищний голова, 1970 року народження, безпартійний                      | 26.03.2006   | 31.10.2010      |

Примітка: таблиця складена за даними джерела 